# Масло
Вижте пояснителната страница за други значения на Масло.
Маслото е всяко неполярно химично вещество, което е съставено предимно от въглеводороди и е хидрофобно (не се смесва с вода) и липофилно (смесва се с други масла). Маслата обикновено са запалими и повърхностно активни. Повечето масла са ненаситени липиди, които са течни при стайна температура. Общата дефиниция на маслото включва класове химични съединения, които може да не са свързани по структура, свойства и употреба. Маслата могат да бъдат от животински, растителен, нефтен или минерален произход и могат да бъдат летливи или нелетливи. Те се използват за храна, гориво, медицински цели, смазване и производството на много видове бои, пластмаси и други материали. Специално приготвени масла се използват в някои религиозни церемонии и ритуали.
Масло е дума, която се употребява с прилагателно, поясняващо нейното значение. Употребена без уточнение думата „масло“ обикновено означава:
- за храни – краве масло
- за техника – моторно масло
- за живопис – картина, рисувана с маслени бои

## Видове според контекста
- В контекст храни:
  - от животински произход - краве масло
  - растително масло - слънчогледово масло (т.нар. олио), зехтин, кокосово масло, палмово масло

- В контекст двигатели, обобщаващото понятие е моторно масло, като то се дели според начина на производство и според сферата на приложение:
  - според производството: минерално, синтетично, полусинтетично
  - според приложението: двутактово, трансмисионно, редукторно, цилиндрово масло

- В контекст електрически уредби:
  - трансформаторно масло

- В контекст парфюмерия и козметика:
  - етерично масло